# وادي الذئاب 4 (مسلسل)
وادي الذئاب الفخ 2 الجزء الثاني من سلسلة مسلسل وادي الذئاب الفخ والذي عرض عفة قناة ستار تي في بالتركية وعلى قناة أبوظبي بالعربية. يظهر رجل اسمه ارون فيلر وهو اخطر وأكبر وأقوى من اسكندر الكبير رجل أمريكا في المنطقة الذي يخطط للسيطرة على مصادر الطاقة ومنابع النفط عن طريق شبكة عملاء في الدولة وفي كردستان والعراق ويقوم ارون فيلر النحات والذي يعمل رقم 1 في منضمة الجلاديو في تركيا. ويتبع له كل من داوود تتر اوغلو وجواد اقارصو، اما مراد فيضل يلاحق اسكندر الكبير وافراد منظمة الجلاديو، يتم عزل اسكندر ويأتي مكانه وصال. الهدف في الحلقات الأولى هو حماية البروفيسورات الذين يطورون أسلحة لتركيا بدل شرائها، ويحاول الغلاديو ان يعطوا مناقصة الأسلحة لجواد اقارصو ثم لإسرائيل ويتم خطف ابن ميماتي بواسطة عميل الموساد جواد لكن مراد يدخل منزل السفير الإسرائيلي ويقتل عدد منهم ويحرر علي ابن ميماتي هذه الحلقة ازمت الامور السياسية مع إسرائيل وتم استدعاء سفراء كما يتعرض عبد الحي لرصاصة من طرف زوجة مراد ثم يقتاده ارون فلر ويعطيه مواد كيماوية ليتكلم عن رئيس الجماعة السفلية التي تدير تركيا فيقول عن اسم الطبيبة التي تعالج الرئيس فيهجمون على بيتها ولكن المفاجاة لم يجدو الرئيس فيضربونها حتنى تقع على الأرض وتاكل السم الذي كان بداخل الخاتم فتموت اما عن عبد الحي سترجع ذاكرته إلى 10 سنوات من قبل حيث كان اسكندر الكبير يعمل لصالح الدولة فيستغل اسكندر الفرصة ويحرض عبد الحي على مراد حتى يطعنه بالسكين ومماتي يطلق النار عليه وبعدها يخطط مراد وليقبل الكل موت عبد الحي فعند موته يعرف من الرفيق ومن العدو ليعتزل مراد عن عمله في المخابرات إلى حين نهوض عبد الحي وتحدث مشاكل بين مراد ومماتي وبهذا يحقق الأعداء بغيتهم وهدفهم ثم يعود مراد ومميماتي للعمل معا ويقوم مراد بمعالجة عبد الحي.وبعدها تلد ايبرو زوجة مراد طفلة يسميها رهف ويقوم اسكندر بخطف ايبرو والطفلة ويتم قتل ايبرو بتفجير سيارة اما الطفلة فيأخذها أرون فلر.يقوم مراد ومماتي وعبد الحي بشنق اسكندر بعد قتله لزوجة مراد ويظن مراد أن طفلته قد قتلت أيضا بينما هي مع أرون فلر الذي يقوم بتربيتها وجعلها مسيحية.

## وصلات خارجية
الموقع الرسمي للمسلسل
موقع الشركة المنتجة للمسلسل
قناة اي تي في التي عرض فيها المسلسل
26DD3D5C6745 دعاية المسلسل على قناة اي تي في